# 최영임
최영임(1966년 3월 ~ )은 대한민국의 방송사 전직 SBS 및 강릉MBC 아나운서이다.

## 학력
- 강릉여자고등학교
- 강릉대학교 영어영문학과

## 생애
강릉대학교 영어영문학과를 졸업한 뒤 1987년에 강릉MBC 아나운서로 입사했고, 1991년에 아나운서 공채로 SBS에 입사하였다. 이후 1992년에는 SBS로 자리를 옮겨 아나운서, 앵커, 92년부터 94년까지 3년 동안 메인뉴스였던 SBS 8시 뉴스를 맡았던 SBS의 얼굴. 94년 12월 소더비 한국지사장인 남편과의 결혼을 앞두고 자리를 내놓은 뒤 그동안 SBS 7시 뉴스, SBS 라디오 「지구촌 24시」등을 진행해왔다. 1997년 3월에는 김성호 차장은 1997년 6월에 손석기 아나운서와 같이 〈SBS 뉴스퍼레이드〉 앵커가 되었다. 2000년 퇴사 이후 춘천MBC에서 잠깐 방송 활동을 하다가 2012년 3월에 고향인 강릉에서 여성 의류 매장인 아나카프리 강릉점을 점주로서 한동안 운영하기도 했다.